# Champions Trophy der Herren 2010
Die 32. Champions Trophy der Herren im Hockey fand vom 31. Juli bis zum 8. August 2010 in Mönchengladbach statt. Bei dem Turnier, das im Hockeypark ausgetragen wurde, war Deutschland zum fünften Mal Gastgeber des nach den Olympischen Spielen und Weltmeisterschaften wichtigsten Wettbewerbes im Herren-Hockey.
Australien konnte mit einem 4:0-Sieg im Finale gegen England zum dritten Mal hintereinander den Titel gewinnen. Der Australier Jamie Dwyer wurde zudem zum besten Spieler des Turniers ausgezeichnet. Insgesamt sieben Spieler teilen sich den Titel des besten Torschützen mit jeweils fünf Toren, darunter gleich vier Australier. Bester Jungspieler wurde der Australier Jason Wilson, bester Torhüter der Niederländer Jaap Stockmann. Den Fairplay Award erhielt das Team der Niederlande.

## Teilnehmer
- Australien (Weltmeister 2010, Titelverteidiger und Olympiadritter)
- Deutschland (Olympiasieger 2008, Vizeweltmeister und Gastgeber)
- Spanien (Olympiazweiter, Fünfter der Weltmeisterschaft)
- Niederlande (Dritter der Weltmeisterschaft)
- England (Vierter der Weltmeisterschaft)
- Neuseeland (Sieger der Champions Challenge 2009)

## Vorrunde

### Ergebnisse
| Pl. |             | Sp. | Tore  | Pkt. |                  |
| --- | ----------- | --- | ----- | ---- | ---------------- |
| 1.  | Australien  | 5   | 24:8  | 15   | Finale           |
| 2.  | England     | 5   | 15:16 | 7    | Finale           |
| 3.  | Deutschland | 5   | 12:11 | 6    | Spiel um Platz 3 |
| 4.  | Niederlande | 5   | 13:15 | 6    | Spiel um Platz 3 |
| 5.  | Spanien     | 5   | 13:17 | 5    | Spiel um Platz 5 |
| 6.  | Neuseeland  | 5   | 13:23 | 4    | Spiel um Platz 5 |

### Spiele
| 31. Juli 2010  |           |             |  |
| Deutschland    | 4:2 (4:0) | England     |  |
| Australien     | 9:1 (5:1) | Neuseeland  |  |
| Niederlande    | 5:2 (4:1) | Spanien     |  |
| 1. August 2010 |           |             |  |
| Neuseeland     | 2:5 (0:2) | Deutschland |  |
| Niederlande    | 3:6 (0:1) | Australien  |  |
| Spanien        | 3:3 (0:2) | England     |  |
| 3. August 2010 |           |             |  |
| Australien     | 3:2 (3:1) | England     |  |
| Neuseeland     | 3:1 (2:0) | Niederlande |  |
| Deutschland    | 2:3 (0:1) | Spanien     |  |
| 5. August 2010 |           |             |  |
| Spanien        | 4:4 (2:2) | Neuseeland  |  |
| England        | 4:3 (2:3) | Niederlande |  |
| Deutschland    | 1:3 (1:1) | Australien  |  |
| 7. August 2010 |           |             |  |
| England        | 4:3 (3:1) | Neuseeland  |  |
| Australien     | 3:1 (1:1) | Spanien     |  |
| Niederlande    | 1:0 (1:0) | Deutschland |  |

## Finalrunde
| 8. August 2010 |           |             |                  |
| Spanien        | 3:2 (1:1) | Neuseeland  | Spiel um Platz 5 |
| Deutschland    | 1:4 (0:2) | Niederlande | Spiel um Platz 3 |
| Australien     | 4:0 (3:0) | England     | FINALE           |